# Микляиха (Ярославская область)
Микляиха — посёлок Фоминского сельского округа Константиновского сельского поселения Тутаевского района Ярославской области.
Посёлок находится на юго-востоке сельского поселения, к юго-востоку от Тутаева и посёлка Константиновский. Он стоит на правом берегу Волги (Горьковское водохранилище), между берегом и федеральной трассой Р151 Ярославль—Тутаев. Посёлок расположен на возвышенности, круто обрывающейся к узкой полосе заболоченного (подтопленного водохранилищем) берега. Этот обрыв рассекается многочисленными оврагами. Один из таких оврагов с небольшим ручьем ограничивает посёлок с севера. К северу от этого ручья, выше по течению Волги, стоит деревня Зарницино, в которой имеется действующая Введенская церковь. Непосредственно за Зарницино начинается территория Константиновского нефтеперерабатывающего завода. Другой овраг с южной стороны отделяет посёлок от деревни Яковлево, которая также стоит над волжским берегом, ниже по течению. Посёлок связан с федеральной трассой дорогой длиной около 2 км, выходящей на трассу по юго-восточной окраине деревни Панино.
В посёлке находится «Ярославская овчинно-меховая фабрика». Она возникла близ деревни Яковлево. Её строительством и обустройством занимались Романово-Борисоглебские купцы Тихомировы. Основателем фабрики считается купец 2-й гильдии Тихомиров Евграф Полуектович. Первый архитектурный план фабрики был принят и утвержден в 1901 году.
На плане Генерального межевания Борисоглебского уезда 1792 года никакого населённого пункта на этом месте нет, но название Микляиха носит протекающая здесь речка. В 1825 Борисоглебский уезд был объединён с Романовским уездом. По сведениям 1859 года деревня Микляево относилась к Романово-Борисоглебскому уезду.
На 1 января 2007 года в посёлке Микляиха числилось 998 постоянных жителей. В посёлке велось интенсивное строительство в последние годы Советской власти, по карте 1975 г. в посёлке жило только 92 человека. Почтовое отделение, находящееся в посёлке, обслуживает 6 домов на Волжской набережной, 14 владений на улице Калинина, 27 владений на Комсомольской, 7 владений на улице Некрасова, 2 дома на Советской, 5 владений на Фабричной, 15 домов и 3 владения на Юбилейной улицах.

## Транспорт
Микляиха обслуживается автобусными маршрутами №№ 158м Тутаев (Автостанция «Центральная») — Ярославль (Ярославль-Главный), 158к Микляиха — Ярославль (Ярославль-Главный), 188 Тутаев (Автостанция «Центральная») — Ярославль (ЯОКБ), 189 Тутаев (ЦРБ) — Микляиха.

## Инфраструктура
Библиотека, дом культуры, овчинно-меховая фабрика, пять продуктовых магазинов, промтоварный магазин, автосервис, отделение почтовой связи № 152322, детский сад, ФАП.

### Памятники
- Обелиск воинам-землякам, погибшим в Великой Отечественной войне, 1941-1945 гг.

## Улицы
Центральная, Шоссейная, Новая, Окружная, Садовая, Романовская, Дачная, Цветочная, Весенняя, Берёзовая, Молодёжная, Ярославская, Магистральная, Зелёная, Родниковая, Полевая, Заречная, Луговая, Комсомольская, Некрасова, Калинина, Фабричная, Новая, Юбилейная, Советская, Волжская Набережная.